# Michihiro Yasuda
Michihiro Yasuda (født 20. december 1987) er en japansk fodboldspiller.

## Japans fodboldlandshold
| Japans landshold | Japans landshold | Japans landshold |
| År               | Kmp              | Mål              |
| ---------------- | ---------------- | ---------------- |
| 2008             | 5                | 0                |
| 2009             | 1                | 1                |
| 2010             | 0                | 0                |
| 2011             | 1                | 0                |
| Total            | 7                | 1                |